# Aplastodiscus leucopygius
Espèce
Synonymes
- Hyla leucopygia Cruz & Peixoto, 1985 "1984"

Statut de conservation UICN

 LC  : Préoccupation mineure
Aplastodiscus leucopygius est une espèce d'amphibiens de la famille des Hylidae.

## Répartition
Cette espèce est endémique du Brésil. Elle se rencontre entre 800 et 1 200 m d'altitude dans la Serra do Mar et la Serra da Mantiqueira dans les États de São Paulo, du Paraná, du Minas Gerais et de Rio de Janeiro, et au niveau de la mer à l'Ilha Grande.

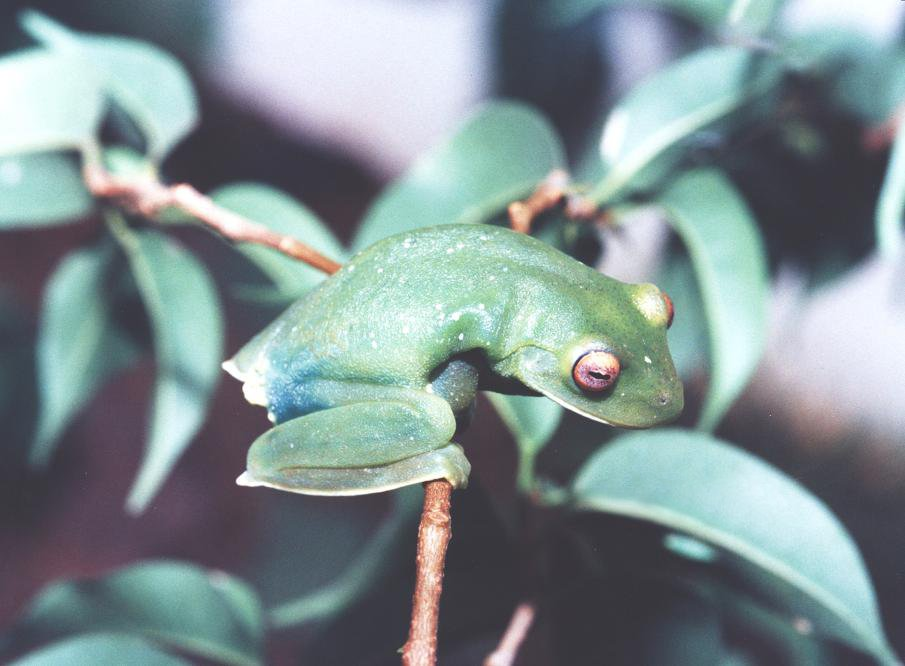
Aplastodiscus leucopygius

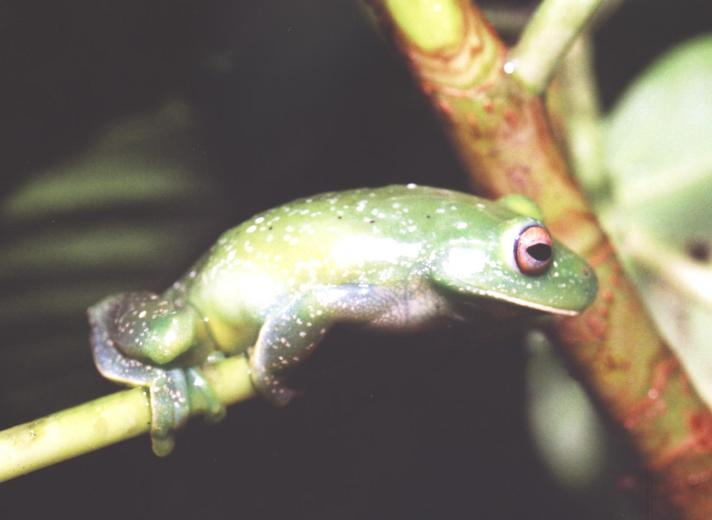
Aplastodiscus leucopygius

## Publication originale
- Cruz & Peixoto, 1985 "1984" : Especies verdes de Hyla: o complexo 'Albosignata' (Amphibia, Anura, Hylidae). Arquivos da Universidade Federal Rural do Rio de Janeiro, vol. 7, no 1, p. 31-47.